# Rabbids Invasion
Rabbids Invasion ist eine computeranimierte Fernsehserie von Ubisoft Motion Pictures und Nickelodeon Productions aus den Jahren 2013 bis 2019, die auf der Raving-Rabbids-Spielereihe basiert.

## Inhalt
Die Serie folgt den Erlebnissen der außerirdischen, hasenartigen „Rabbids“. Diese erkunden in kindlich-naiver Manier die Erde und deren Bewohner, welche sie offensichtlich begeistert in einer für sie typischen, meist skurrilen Art und Weise imitieren. Die dabei auftretenden Missverständnisse in Kombination mit zahlreichen und vielfältigen Slapstick-Elementen dominieren den Humor der Serie.

## Produktion
Ab Oktober 2010 gaben Ubisoft und Aardman Animation eine Kooperation zur Produktion der Fernsehserie auf Grundlage der Spiele von Ubisoft bekannt und begannen zunächst mit einem Pilotfilm. Aardman Digital, eine Sparte des britischen Studios, hatte zuvor bereits an einer Website für eines der Spiele mitgearbeitet. Ab Oktober 2011 arbeitete Ubisoft mit dem neu gegründeten Tochterunternehmen Ubisoft Motion Pictures an dem Projekt und kooperierte mit Nickelodeon Productions. Die nationalen Ausstrahlungsrechte wurden an France Télévisions verkauft, die internationalen Rechte gingen an Nickelodeon. Damit war Rabbids Invasion die erste eigene Filmproduktion von Ubisoft. Sie wurde unterstützt von Centre National du Cinéma et de l’Image Animée und Région Rhône-Alpes.
Die 26 knapp halbstündigen Folgen der ersten Staffel bestehen aus 78 siebenminütigen computeranimierten Episoden. Es folgten weitere drei Staffeln mit gleicher Episodenzahl, sodass die Serie insgesamt auf 104 Folgen kommt.

## Veröffentlichung
Die 26 Folgen wurden vom 3. August 2013 bis 6. Dezember 2014 von Nickelodeon in den Vereinigten Staaten erstmals ausgestrahlt. Das Sendernetzwerk bringt die Serie auch in Mexiko, Australien, Neuseeland und Frankreich heraus, wobei es sich in Frankreich die Rechte mit France 3 teilt. Eine kanadische Ausstrahlung erfolgt bei YTV. Außerdem können die Folgen über iTunes, Amazon Instant Video, Xbox Video, PlayStation Store, Samsung Media Hub und Vudu erworben werden. Eine deutsche Fassung wurde ab dem 30. Dezember 2013 von Nickelodeon gezeigt.
Die zweite Staffel wurde vom 11. März 2015 bis zum 14. Februar 2017 erstmals ausgestrahlt. Vom 5. Juli 2017 bis 16. März 2019 folgte dann die dritte Staffel. Die vierte Staffel startete am 1. Juli 2019.

## Synchronisation
| Rollen                               | englische Sprecher | deutsche Sprecher |
| ------------------------------------ | ------------------ | ----------------- |
| Rabbids                              | Damien Laquet      |                   |
| Nansen                               | David Gasman       |                   |
| Alice                                | Barbara Scaff      |                   |
| Minstrel                             | David Coburn       | Julian Manuel     |
| Ashton, Braut, Gina, Mama, Zwillinge |                    | Anna Ewelina      |
| alter Mann                           |                    | Osman Ragheb      |
| Mitch                                |                    | Roman Wolko       |
| Steve                                |                    | Oliver Scheffel   |

## Erfolg und Adaptionen
Die erste Folge der Serie wurde in den USA von 2,6 Mio. Zuschauern gesehen und erreichte zu ihrer Sendezeit den größten Marktanteil bei Jungen bis elf Jahren, darunter über 57 % bei den Sechs- bis Elfjährigen.
Ubisoft kündigte 2013 ein Rabbids-Invasion-Spiel für die Xbox One an, in dem die Spieler den Fortgang der Handlung einer Folge mitbestimmen können. Das Spiel erschien im November 2014 für Xbox 360, Xbox One und PlayStation 4.